# 波特斯堡 (堪薩斯州)
波特斯堡（英語：Pottersburg）是位於美國堪薩斯州林肯縣的一個鬼鎮。

## 歷史
波特斯堡的郵政局於1870年設立，直到1904年結束營運。

## 地理
波特斯堡所處的海拔為高於海平面454米（即1489英呎），而該地所採用的時區為UTC-6，即北美中部時區（CST）。同時該地設有夏令時間，為UTC-6調快一小時，即UTC-5（CDT）。